# 万胜广场
万胜广场（英語：Wansheng Plaza），是中国广东省广州市的一座摩天大楼，位于海珠区琶洲街道新港东路1238号。

## 负责方
万胜广场由广州珠江工程建设监理有限公司负责开发，广州地铁地产负责施工，内部装修由美科装饰负责设计。

## 建造开始时间与结束时间
万胜广场于2012年6月28日开工，2016年3月14日封顶，2017年1月2日开业。

## 楼栋分布

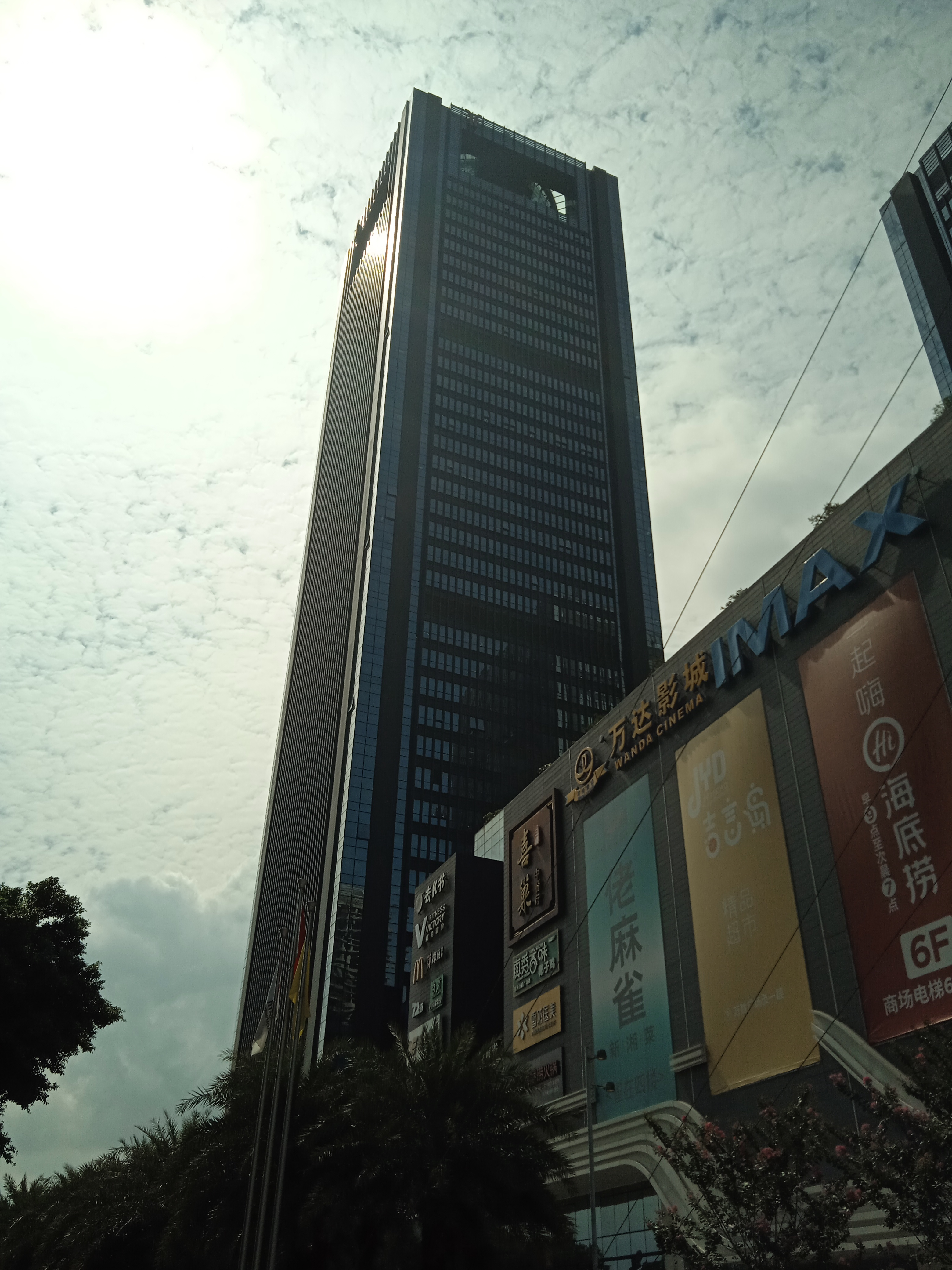
万胜广场A塔外景（摄于2023年7月21日）

A塔是广州地铁集团有限公司及其绝大部分下属企业的总部所在地，建筑结构为“钢-混凝土混合结构”，高200米46层。B塔是广东珠三角城际轨道交通有限公司的总部所在地。广州市招生考试委员会办公室也因建设六马路地铁站的建设需要，在2023年11月20日起由旧址（广州市越秀区建设六马路16号白云建设大厦）搬迁至此，11月21日起正式开始对外运营服务。C塔是广州地铁博物馆和爱儿乐大中华区总部的所在地，而广州地铁博物馆在2016年12月20日开馆。裙楼负一层是广州地铁党史研学馆的所在地，而广州地铁党史研学馆在2021年5月17日开馆。

## 附近的交通
- 地铁：

█4号线、█8号线：万胜围站
- 有轨电车：

█海珠有轨1号线：万胜围站